# Vrestovia lepesmei
Vrestovia lepesmei är en stekelart som först beskrevs av Jean Risbec 1955.  Vrestovia lepesmei ingår i släktet Vrestovia och familjen puppglanssteklar. Inga underarter finns listade i Catalogue of Life.